# ЛРСВМ Морава
ЛРСВМ Морава (Лансер ракета самоходни вишецевни модуларни) је прототип самоходног  модуларног вишецевног лансера ракета на чијем развоју Војно-технички институт ради од 2011. године. Пројектован као модуларна, лака и универзална платформа возила на којој је могуће поставити засебно или комбиновано лансере 128 мм М-63 Пламен, 128 мм M-77 Огањ и 122 ммм „Град" и испаљивати невођене ракете „Пламен С" домета 12,6 км, „М-77 Огањ" домета 21 км и 122 мм „Град 2000" домета 40 км користећи аутономни ИНС (инерциони навигациони систем). Након успешног преноса технологије производње и сарадње са партнерима из УАЕ којима је помогао у развоју њиховог ВБР-а, базираном на Нимр платформи возила, ВТИ је завршио израду новог универзалног модуларног домаћег ББР-а под називом „Морава".

## Опис
Ракетни систем Морава је заснован на унапређеној верзији камиона ФАП 1118, са погоном четири пута четири који му обезбеђује добру тактичку мобилност. Опремљен је са два контејнера који садрже од 12 до16 лансирних цеви, које могу испаљивати све тренутно постојеће ракете система, Пламен, Огањ и Град, укључујући високо експлозивне парчадне, запаљиве, термобаричне, као и саће опремљено са против-пешадијским и против-тенковским минама. Поседује могућност да комбинује два различита модула, као на пример један контејнер са Пламен-А и други контејнер са Град ракетама који му дају јединствене способности за напад на блиске као и на удаљене циљеве у исто време.
Домети и правац система за корекцију ватре омогућује бољу прецизност у односу на своје претходнике. Морава може испаљивати појединачно ракету, делимични контингент или цео плотун, који може својим ударом покрити површину од 32 хектара. Овај ракетни систем опремљен је комплетним системом за контролу нишањења циљева. Лансирно возило је опремљено невођеним навигационим системом (Инерционим, како не би зависио ГПС-а), такође поседује и ГПС систем навођења уз то садржи и прецизни енкодер за аутоматско позиционирање. Возило поседује балистички рачунар са могућношћу аутоматског и ручног уношења података и борбених елемената које прорачунава. Ракете се лансирају директно из кабине, или са удаљености од возила. Ракетни систем може појединачно испаљивати ракете или пун плотун одједном. Трочлана посада оспособљава овај систем за паљбу у року од 45 секунди. Способан је да после гађања напусти борбени положај за свега 30 секунди.
Лансирно возило Морава се допуњује у року од 5 минута а трајање пуног плотуна износи од 15 до 25 секунди у зависности од типа ракета.
Док је у покрету, ракетни систем је прекривен заштитним хидрауличним системом платнене покривке (прва таква камуфлажна покривка у свету примењена је на системи М-77 Огањ) која га чини тешким за откривање, док возило изгледа као лаки камиони слично камионима за комуналне потребе. Такође штити лансер од штетних временских услова.

## Ракете
Постоји неколико домаћих модела ракета, у оквиру тих модела постоји неколико типова (са различитим бојевим главама или осигурачима). Поред тога поседује могућност да користи све моделе ракета Град 122 mm свих произвођача у свету, а такође и нове ракете система Огањ са проширеним дометом до 30 km које ће користити инерцијални систем навођења ватре да би постигле бољи прорачун мете и која је већ спремна за серијску производњу. Такође, у последњој фази развоја налази се нова ракета домета 50 km.
| Ракета     | Број цеви у лансирном контејнеру | Максимални домет | Калибар ракете |
| Модел      | По контејнеру                    | Km               | mm             |
| ---------- | -------------------------------- | ---------------- | -------------- |
| Пламен A   | 16                               | 8.6              | 128            |
| Пламен Д   | 16                               | 12.6             | 128            |
| Огањ M77   | 12                               | 22.5             | 128            |
| Огањ ЕР    | 12                               | 30               | 128            |
| Град       | 12                               | 35               | 122            |
| Г-2000     | 12                               | 40               | 122            |
| Едепро 107 | 25                               | 11               | 107            |

## Корисници
- УАЕ - Испоручен 31 систем у 2015[5]
- Либија- 4 или више система предато Либијској Националној Армији од стране УАЕ.[6]